# Justicia y Caridad
Justicia y Caridad (en árabe: جماعة العدل والإحسان‎) es un movimiento islamista ilegal marroquí, pero parcialmente tolerado por el rey Mohamed VI, fundado por el jeque Abdeslam Yasín. Su ilegalidad deriva de no reconocer a Mohamed VI como Comendador de los creyentes. Pese a esto no actúa de manera clandestina y dispone de medios para hacer llegar su mensaje sin que haya un ataque frontal contra su organización y sus miembros. El número de miembros no está claro, sin embargo se han arrojado cifras muy diversas: Desde el Partido de la Justicia y el Desarrollo marroquí se dijo que eran 5.000, las autoridades marroquíes lo estimaron en 50.000 y desde Justicia y Caridad se ha llegado a decir que hasta 1 millón. Sin embargo, no superaría los 200.000. Se emplazan, fundamentalmente, en zonas urbanas como Casablanca, Mohammedia, Salé, Tánger, Tetuán, Safi, El Jadida o Marrakech.

## Fundador
El jeque Abdesalam Yassín es el ideólogo y el líder que fundó el movimiento Justicia y Caridad. Nacido en una familia humilde en Marrakech y perteneciente a la tribu Ait Bihy destaca su origen como punta de lanza de la que sería a posteriori la asociación marroquí. Desde el principio, él justifica su legitimidad religiosa en sus lazos familiares con el profeta Mahoma a través de Moulay Idris que, además, fue el fundador del primer gobierno islámico de Marruecos. Asimismo, su formación en la prestigiosa madrasa Ben Youssef ayudaría a que pudiera presentarse como entidad religiosa tanto por el conocimiento religioso adquirido como por su linaje. No obstante, esto no explicaría por qué la asociación tendría una caracterización sufí. Para hallar respuesta a este hecho hay que destacar su presencia en una cofradía llamada Bouchichiyya durante los años 1965 y 1973, bajo la autoridad del jeque sufí Al-Haj Al-Abbas. Tras la muerte de éste, se produjo la salida de Yasín de la cofradía por razones sin aclarar, aunque la versión más extendida es que la entrada del hijo de Al-Abbas como líder y la nueva dirección que pretendía darle a la confradía no gusto a Yassine. Justo después, en 1974, publicó la obra que es considerada como el punto de partida de Justicia y Caridad: “El Islam o el diluvio”.

## Antecedentes
El período entre 1974 y 1981 se caracterizó por la soledad de Yasín a la hora de transmitir su mensaje y la utilización de la Daʿwa a nivel educativo religioso.
En 1974, dio a luz la primera gran obra de Yasín con el nombre de “ الإسلام أو الطوفان. رسالة مفتوحة إلى ملك المغرب” (El Islam o el diluvio. Carta abierta al rey de Marruecos). En ella, atacaba el despotismo de Hassan II al que acusaba a su vez de haber causado una mayor desigualdad económica entre la población y haberse alejado de los valores del Islam.
El contexto de la carta, que fue distribuida entre la población, ayudó a que hubiera cierta aceptación de la misma en la sociedad debido a los problemas por los que pasaba el reinado de Hassan II y su desprestigio entre los más jóvenes y la izquierda. A nivel ideológico, tomaba referencia de personajes islámicos conocidos como Abdelkabir Al-Kettani, Hasan al-Banna y Sayyid Qutb.
El contenido de la carta versaba acerca de la realidad política y religiosa del Marruecos de aquel momento. No obstante, no se enfocaba en una simple crítica, sino que exigía al rey cinco acciones:
1. Arrepentirse públicamente y renovar el islam para lograr una mayor legitimidad popular.
2. Eliminar la desigualdad y devolver las riquezas al pueblo marroquí.
3. Acabar con la violencia social e instaurar un régimen basado en la bondad, renovando alianzas con la población.
4. Adoptar un modelo económico islámico.
5. Implantar un sistema político con los ulemas jugando un papel clave, prohibiendo partidos políticos e instaurando un Consejo de ulemas que asesoraren al gobernante.

El monarca, sin embargo, hizo caso omiso a lo planteado por el sheikh. El problema es que la misiva si tuvo reconocimiento a nivel nacional, por lo que Hassan II decidió internar a Yasín en un centro psiquiátrico y, posteriormente, en prisión. No obstante, esto causó un movimiento de simpatía entre los sectores más radicalizados, formándose un movimiento subterráneo de protesta y presión hasta que fuera liberado en marzo de 1978. Esta liberación no supuso la libertad absoluta para el sheikh que tuvo que ver como en mayo de ese mismo año se le prohibía dar lecciones en la mezquita, lo cual configuraría el modus operandi de la organización, que se mantendría durante muchos años, a la hora de acercarse al guía espiritual: acudir a su hogar.
Cabe destacar que en ese instante la situación nacional no era la misma ya que el círculo religioso existente estaba más controlado, los movimientos islamistas habían sido reprimidos y los efectos comunicativos de la “Marcha Verde” empezaron a dar sus frutos.
En este contexto, Yasín, influenciado por la Revolución iraní, escribió el libro “La révolution à l´heure de l´Islam” en 1980, en el cual mostraba su interés por transformar el régimen marroquí a través de un retorno al islam mediante la unificación de todos los movimientos islamistas marroquíes bajo su liderazgo. Sin embargo, esto no tuvo éxito.
Esta tendencia también se vio en la publicación de la revista “Al-Yama'a” en 1979, que fue con el nombre que se identificó Justicia y Caridad desde 1981 hasta 1987: La Familia de la Asociación (أسرة الجماعة).

## Historia
El período previo al establecimiento del nombre de Justicia y Caridad se caracterizó por un intento de la Usrat al Yama'a de ser legalizada en varias ocasiones utilizando diferentes nombres y haciendo varias peticiones, siempre con resultado negativo. Asimismo, la revista tuvo problemas de censura en 1983 y por consiguiente se decidió publicar dos nuevos periódicos: “Sobh” (الصبح) y “al-Jitab” (الخطاب). Eso sí, tras la publicación del primer número, varias personas vinculadas a la organización fueron detenidas, entre ellas Yasín que permaneció en prisión desde diciembre de 1983 hasta finales de 1985.
La obra clave del líder durante este tiempo fue “La Vía Profética” (المنهاج النبوي) que sirvió para sentar las bases educativas y organizativas de la asociación y sus principios fundamentales. Así, durante los años 80, se configuró el movimiento aumentando su influencia entre la población proveyendo de servicios básicos a las clases más bajas y juntando estas labores con otras de carácter espiritual, ganándose así el apoyo de diferentes grupos sociales como los profesores, los estudiantes o las profesionales liberales.
Tras salir de la cárcel, Yasín, pasó a estar bajo arresto domiciliario aunque continuó organizando la asociación convirtiendo su casa en el piso franco de toda actividad. Esta situación la mantendría durante 17 años, lo cual le convirtió en una causa célebre a ojos de los marroquíes liberales, la comunidad pro derechos humanos y algunos islamistas durante los años 90.
Finalmente, en 1987 el nombre de la organización pasó a ser Al-'Adl wa-l-Ihsan, corroborando así el cambio de asociación desde una perspectiva más religiosa y espiritual a otra que combinase esta postura con aspectos de índole político y convirtiéndose él en el guía del movimiento. A partir de 1989, el contexto internacional y el descontento de la población llevó al régimen marroquí a perseguir y reprimir a los movimientos islamistas lo cual condujo a la ilegalización de Al-'Adl wa-l-Ihsan (debido a su carácter de "asociación no autorizada") y a la detención de sus líderes. Asimismo, Yasín continuó con arresto domiciliario, pero con visitas más limitadas.

De tal modo, los años noventa constituyeron una época de gran dificultad para la organización que sufrió la represión del estado iniciada a finales de los 80 y los enfrentamientos con asociaciones de izquierdas en las universidades que se inició en 1991 en la Universidad de Fez y que aprovecharía el régimen para aplastar a ambos movimientos. Esta tendencia represiva contrasta, aun así, con los intentos del poder marroquí de negociar con la asociación para que fuera legalizada a cambio de reconocer la autoridad política y religiosa del rey. Así lo asegura el periodista Abu Bakr Jamaai:
“Hassan II favoreció el auge de algunos sectores islamistas y hasta intento entenderse con ellos, incluso con Justicia y Caridad. Nunca cortó las relaciones con los islamistas, siempre mantuvo un contacto con ellos. Los metía en la cárcel pero siempre dejaba una puerta abierta”.
Su líder, Yassín, se mostró en contra de llegar a un acuerdo debido a que se pidió que la aceptación del rey como eminencia religiosa se hiciera de manera pública por escrito.
No obstante, la notoriedad del movimiento no cayó en parte debido al contexto global en el que el apoyo de Marruecos a la Guerra del Golfo contra Irak supuso un aumento de la politización de las mezquitas y una islamización de los discursos políticos, siguiendo la tendencia de otros países árabes, y que permitió a al-'Adl wa-l-Ihsan mantener su actividad en la calle y, en parte, por la situación interna uniéndose a manifestaciones para mejorar las condiciones laborales de la población. Asimismo, su papel de outsider ayudó a mantener la popularidad del movimiento que siempre se negó a constituirse como partido político.
Hacia finales de siglo y principios del nuevo milenio cabe destacar que la asociación acabó por conformar su tejido organizativo, que se mantuvo de igual manera hasta la muerte de Yasín en 2012. La gran novedad fue la expansión de los órganos de dirección de la asociación a diferentes lugares de Marruecos y la creación del Círculo Político que empezó a actuar a partir del año 2000. De igual forma, se produjo un aumento de las actividades, como la organización de campamentos de verano, y conferencias con otros sectores políticos y sociales tanto de dentro de Marruecos como de fuera y se intensificaron los contactos con la prensa y se empezaron a publicar dos nuevos periódicos Risalat al-fatwa” (رسالة الفتوى)  y Al-'adl wa-l-Ihsan (العدل و الإحسان) y se abrieron páginas web como www.yassine.net o www.aljamaa.com.
Toda esta nueva capacidad de incrementar su presencia en la sociedad vino muy determinada por el cambio de monarca con la llegada del actual rey de Marruecos Mohammed VI tal y como reconoció el propio Yasín al calificar como "algo positivo" el hecho de poder recibir a periodistas.
Con el cambio de rey, Yassin publicó de nuevo otra carta, tal y como había hecho en el pasado con Hassan II. El nombre de la misma era ““Memorandum à qui de droit” y en ella criticaba la corrupción de la que era garante la monarquía marroquí. No obstante, era menos agresiva que la que envió a Hassan II en 1974 y se ofrecía un tono paternalista que mostraba de nuevo la legitimidad islámica y la experiencia por la edad del guía de la asociación.
Pese a que la carta tampoco recibió respuesta, Yasín fue liberado en el año 2000 de su arresto domiciliario, lo cual permitió incrementar aún más la capacidad de movimientos de la organización. Así, se observó un fortalecimiento tanto a nivel político como religioso de la misma, desarrollando nuevas actividades educativas y espirituales destacando las reuniones dedicadas al estudio del Corán y al dikr. A nivel político, al no tener presencia institucional, se dirigió a las calles participando en diversas manifestaciones.
Sin embargo, la asociación no fue legalizada, lo cual permitió que el nombre de la organización volviese a la actualidad durante las elecciones de 2002, en las que al-'Adl wa-l-Ihsan rechazó las mismas así como el proceso de liberalización política. Esto no se debería tanto a un hecho de principios del movimiento como una elección estratégica teniendo en cuenta el análisis interno que se hacía del sistema político marroquí y su falta de preparación para recibir un liderazgo islamista.
No obstante, la dinámica de crítica y de consolidación de la ésta sufrió un gran reverso con los atentados del 16 de mayo de 2003 en Casablanca, que puso en el foco a los grupos islamistas. Justicia y Caridad condenó firmemente estos actos terroristas  sumándose al resto de movimientos islamistas del país que estaban agrupados bajo el nombre de “Movimientos islamistas marroquíes”. No obstante, de nuevo, culpó al estado y al gobierno de haber causado estos acontecimientos por las reformas que se estaban llevando a cabo. Este problema llevó a que se iniciase una persecución mediática del PJD, en la cual no se vio afectada al-'Adl wa-l-Ihsan debido a su carácter pacífico y su falta de presencia electoral.
Así, la asociación no fue perseguida directamente, pero los efectos de los atentados si que afectaron a la organización y al resto de movimientos islamistas. La reforma religiosa de mediados de 2003 hizo que la capacidad de movimientos de Justicia y Caridad se viera reducido, algo que se mantendría hasta el año 2005, en el que se produciría una nueva revitalización de la asociación de Yasín.

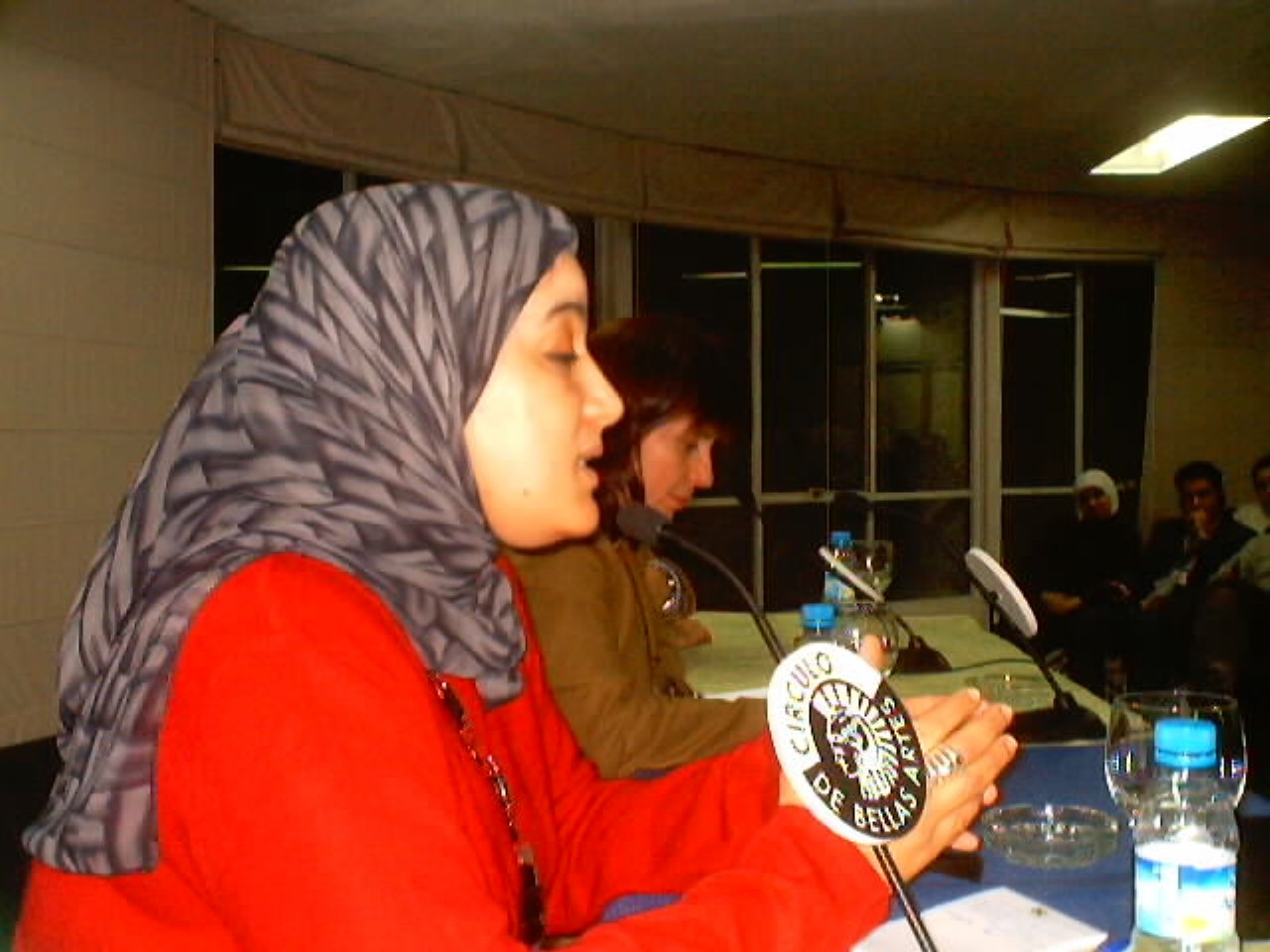
Nadia Yassin en el Círculo de Bellas Artes de Madrid.

La reactivación de la actividad pública culminó con las declaraciones de Nadia Yasín, hija del líder, que mostró su preferencia por la república frente a la monarquía de los alauíes marroquíes lo cual le causó enfrentar una causa penal. Sin embargo, el acontecimiento clave en la organización fue la campaña que se inició a través de la grabación y publicación de reuniones espirituales con el jeque Yasín que recibieron el nombre de qawma (قومة), palabra que significa levantamiento en árabe y que el propio Yasín usaba para referirse a la reversión del orden político marroquí, lo cual debería suceder en 2006, poniendo fin al sistema político marroquí del momento.

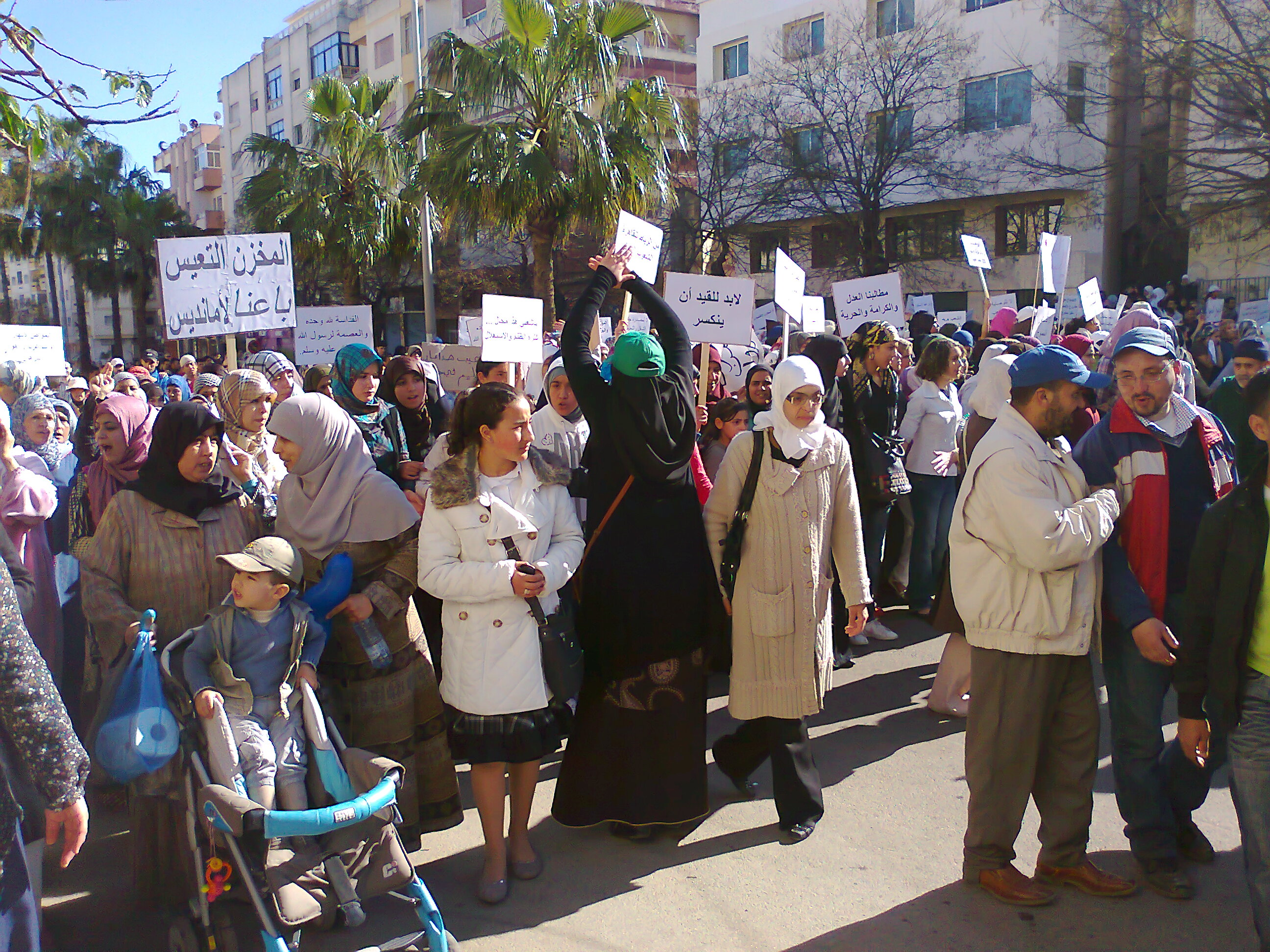
Presencia de JyC en la manifestación del 20 de marzo de 2011 en Tánger.

Este gran evento que debería haber ocurrido en 2006, según Justicia y Caridad, no sucedió, lo cual acabó causando que poco a poco el movimiento redujese sus perspectivas. En este contexto, se produjo la campaña de “jornadas de puertas abiertas” que tenían como objetivo poner a la población en contacto con la asociación y así fortalecer su proyección pública.
El hecho de difundir un levantamiento contra el régimen, llevar a cabo jornadas públicas, inundar de vídeos sus páginas web y las declaraciones de la hija del líder causaron el inicio de una nueva campaña de represión del régimen contra Justicia y Caridad a través de la cual se establecieron acciones gubernamentales como el arresto de hasta 430 miembros en las dos primeras semanas de campaña policial, entre ellos Mohamed Abbadi (Secretario General de la asociación, a la postre sucesor de Yasín), incautación de materiales y limitación del campo de acción del jeque Abdesalam Yasín. Asimismo, restringieron el espacio comunicativo de la asociación suspendiendo páginas web, prohibiendo el acceso a mezquitas, expulsando a imames, entre otros. Entre el 24 de mayo de 2006 y el 29 de enero de 2009 se contabilizaron hasta 1078 acusados miembros de la organización. No obstante, al-'Adl wa-Ihsan pudo sobrevivir ya que el objetivo del régimen no fue una ruptura total, sino el fijar unos límites de actuación de la asociación.
Por tanto, durante las protestas que se produjeron en 2011 en el marco de la Primavera Árabe, Justicia y Caridad volvió a postularse como un movimiento a tener en cuenta ya que se unió a las protestas a través de su sección juvenil, aunque siempre matizando su carácter pacífico y sin ser organizador de las mismas. 
En esta coyuntura, Muhammad VI anunció un proceso constituyente con el objetivo de parar las protestas, el cual fue rechazado por Justicia y Caridad que promovió el boicot a este proceso por ser impuesto desde arriba y llamando a la creación de un comité constituyente ciudadano. En este punto, varias fuerzas se retiraron de las protestas, por lo que Justicia y Caridad aumentó su peso entre las asambleas organizadas por los opositores. Finalmente, la nueva constitución salió adelante por un 98,49% de síes y con participación del 72,65%. Al-'Adl wa-l-Ihsan consideró los resultados amañados ante la alta participación existente y acusando a los observadores de no ser imparciales.
En este nuevo contexto, la convocatoria de nuevas elecciones el 25 de noviembre de 2011 obtuvo la misma reacción por parte de la asociación. Tras la victoria del partido islamista PJD, las protestas llegaron a su fin y Justicia y Caridad anunció su retirada del movimiento 20-F el 19 de diciembre de 2011, justificándolo en el debilitamiento de los colaboradores del movimiento antigubernamental, las diferencias existentes entre los diferentes entes y, por último, la imposición secular a nivel ideológico. Cabe destacar que durante las protestas 1/3 de los detenidos y más del 50% de los heridos pertenecían a la asociación.
El siguiente gran evento sería la muerte del gran líder Abdesalam Yasín el 13 de diciembre de 2012. Su sucesor fue Mohamed Abbadi que podía justificar su liderazgo a través de su conocimiento (علم) y la baraka (البركة) así como por su experiencia como contestatario al régimen, acompañado como adjunto por Fathallah Arsalane, de carácter más pragmático y político. Sus actuaciones durante los años posteriores al 20-F se circunscribe en manifestaciones en favor de mejores situaciones económicas a través de su sección sindical y movilizaciones populares.
En 2016, llamó de nuevo al boicot en las elecciones legislativas ya que a juicio del movimiento sólo serviría para "perpetuar el despotismo". Hacia 2017, Justicia y Caridad informó que se habían producido despidos en la administración y que esa campaña venía fomentada por la pertenencia de dichas personas al movimiento, siendo la mayor parte del Ministerio de Educación. En 2018, tras pasar un año de dichos despidos se inició una campaña por parte de Justicia y Caridad de denuncia pública de dichos despidos y siendo apoyada por numerosos colectivos y sindicatos.

## Ideología y formas de actuación
Es una asociación que dispone de un discurso que mezcla tanto referencias de carácter político como social. Entre sus principios cabe destacar los siguientes:
- Rechazo a la violencia sea cual sea la circunstancia.
- Rechazo a la actuación clandestina ya que esto daría justificación al estado para fabricar información falsa que ponga en contra de la organización a colectivos y, en general, a la sociedad.
- Necesidad de conseguir que el movimiento sea financieramente y organizativamente independiente para evitar la manipulación de fuerzas nacionales o exteriores. Esto habría causado que nunca haya recibido fondos de países del golfo.
- Énfasis en rechazar disponer del monopolio del entendimiento del Islam. Esto les lleva a denegar el uso del takfir sobre otros musulmanes.
- Rechazo de adscribir el concepto de jahiliya a una sociedad como la marroquí.
- A favor del diálogo y el cambio gradual.
- Importancia clave de la educación espiritual.
- Necesidad de una organización efectiva y activismo político.

A través de estos principios pretenden revivir la religión, conducir a un levantamiento del pueblo, conseguir la justicia social y establecer un Estado Islámico. En los planteamientos de Yasín se muestra una asunción típica de los islamistas, la cual es la supremacía de la civilización islámica sobre la occidental. Para ello, Yasín considera que la forma más perfecta de sociedad es aquella más cercana a Alá y esta fue la creada y dirigida por el profeta Mahoma. Esta volverá en el futuro, planteando el sheikh una versión islámica del "fin de la historia". Así lo muestra en su obra Modern World for Islam, en la que a través de un ejemplo demográfico, deja ver la llegada del régimen islámico y la decadencia occidental:

Nada salvará a Occidente —demasiado rico y demasiado cómodo— de desaparecer, si el matrimonio y la familia siguen estando en riesgo. Una población baja (demográficamente hablando) y envejecida no podrá mantener el papel dominante de Occidente para desempeñar un rol dominante en el escenario mundial, [...] por lo que la llegada de una nueva y unificada civilización islámica se encuentra en el orden cíclico de las cosas, lo cual ya fue dicho por el profeta Mahoma, que la paz y las bendiciones sean con él, quién nos habló de un segundo califato.

No obstante, rechaza el concepto del choque de civilizaciones planteado por Samuel Huntington y que podría adscribirse al yihadismo. Yassin plantea que estas ideas llevarían a un baño de sangre innecesario y que la solución pasa porque Occidente acepte su declive y mantenga un diálogo sincero con el islam, mostrándose así su crítica a la modernidad.
Sin embargo, la culpa de los males de Marruecos no sólo se enfocan en Occidente, sino especialmente en la monarquía marroquí. Así, considera que el sistema actual marroquí no permite la mejora económica de la población e incluso pide la "liberación del yugo del Banco Mundial". Como bagaje ideológico no utiliza retórica marxista como podría ocurrir en países europeos sino que la terminología y el relato es puramente islámico, haciéndose con un discurso típico de la democracia. No obstante, Yasín observa este sistema de gobierno desde un punto de vista funcional, es decir como un medio y no como un fin.
Para lograr los objetivos de la organización considera de especial importancia la educación de sus miembros. En primer lugar, a través de la da'wa a nivel individual (elemento sufí) y mediante la política y la búsqueda de la justicia que tiene en cuenta al colectivo. A nivel colectivo para lograr esa justicia, Justicia y Caridad promueven la movilización social a través de manifestaciones, actividades colectivas en las mezquitas, beneficencia, etc. De este modo, la asociación demuestra su fuerza como movimiento y desafía al régimen.
Tras la muerte de Abdesalam Yasín no hubo cambios en los principios de la organización, aunque sí se inició una orientación más política de la asociación. Asimismo, el discurso ha pasado a estar más cercano a referencias democráticas y con defensa de los DDHH.

## Estructura
Justicia y Caridad dispone de un modelo piramidal, cuya estructura se define del siguiente modo, de la base a la cúspide:
La unidad mínima de la estructura se conforma a través de las “familias”, que están formadas por entre 2 y 10 personas y que tienen como objetivo realizar funciones educativas y da'wwa. Son de carácter local.
Estas familias se organizan en “secciones” formadas por entre 3 y 10 familias que son dirigidas por un consejo que la forman los líderes de cada familia. La función de este cuerpo es supervisar y coordinar las actividades de la unidad mínima. El líder del consejo sería el “delegado”. A nivel espiritual se reúne para estudiar Al-minhaj al-nabawi.
La siguiente unidad es el Consejo regional formado por entre 3 y 7 delegados que tiene como jefe un “guía regional” cuya función es conseguir que se logren los objetivos políticos de la organización en la región.
El nivel más alto en la pirámide estaría formado por el Consejo de orientación que es el único ente que no depende del Guía espiritual. Pretende mantener los valores y principios de la asociación. Se encarga, además, de organizar una sesión espiritual sufí dirigida por alguien en representación de Yasín.
El órgano de decisión de la asociación es el Consejo de la shura emplazado entre el consejo regional y el de orientación.
El máximo cargo durante años fue el de Guía que ostentaba Abdesalam Yasín. Sin embargo, tras su muerte este cargo desapareció y se bifurcó en dos Secretarías generales (una de orientación política y otra religiosa). Actualmente, los hombres fuertes son Mohamed Abadi y Fathallah Arsalane, en este orden. La secretaría política es parte del llamado Círculo Político que fue inaugurado en 1998 y que depende del Consejo de orientación. Este Círculo dispone de tres secciones: una femenina, una sindical y otra estudiantil. Actualmente dependen de él diferentes instituciones:
- Comisión “liga de escritores”: tras la muerte del gran jefe se creó esta institución que tiene como objetivo “el desarrollo del pensamiento y de los fundamentos” de la asociación.
- Asimismo, existen comités especiales que se dedican a diversas temáticas: comité científico, comité técnico, etc.

## Financiación
Proviene, en su mayor parte, de donaciones de los miembros. Estas donaciones están divididas entre una parte obligatoria (progresiva en función de los ingresos) y otra parte voluntaria, así como la limosna. No obstante, también destacan ingresos por venta de libros, audios propios, etc. Existen fuentes que establecen que parte de los ingresos provienen del contrabando procedente de Ceuta y Melilla, mostrando una actividad notable en Nador y Ksar al-Kabir.

## Relación con Justicia y Desarrollo (PJD)
El origen de ambas organizaciones se halla en Shabiba Islamiyya, creada en 1969, y que tenía planteamientos inspirados en el ideólogo egipcio Sayyid Qutb. Al desmembrarse esta, los miembros tomaron varios caminos: ser parte de asociaciones islamistas como Justicia y Caridad, marcharse fuera de Marruecos en busca de hacer la yihad o fundar nuevas organizaciones favorables al sistema como PJD.
En relación con la conexión existente entre ambas organizaciones cabe destacar que concuerdan en el punto de vista ideológico como por ejemplo el objetivo de islamizar Marruecos, pero no tanto en el espiritual. Así, se muestran opuestos en la relación con la monarquía ya que el PJD, actualmente, acepta el rol del rey Mohammed VI. Este punto de inflexión se produjo tras las elecciones de finales de 2011 en las que el PJD venció, rechazando a posteriori las manifestaciones y mostrando su definitiva entrada en el sistema institucional.
No obstante, coinciden en aspectos de índole internacional, como por ejemplo en las manifestaciones a favor del pueblo palestino.